# دفاع تاراش (شطرنج)
دفاع تاراش (Tarrasch defense) از گشایش‌های مشهور مهره سیاه در بازی شطرنج است که با حرکات زیر مشخص می شود:
1. d4 d5
2. c4 e6
3. Nc3 c5

دفاع تاراش، شاخه‌ای از گامبی وزیر پذیرفته نشده و پاسخ دفاعی سیاه به گامبی وزیر سفید است، لذا نباید با شاخه تاراش دفاع فرانسه که پاسخ سفید به دفاع فرانسه سیاه است اشتباه گرفته شود.
حرکت سوم سیاه یک پیشنهاد تهاجمی برای کنترل فضای مرکزی صفحه بازی است. در ادامه بعد از اینکه سفید cxd5 و سیاه dxc5 بازی کرد، سیاه یک پیاده ایزوله در d5 خواهد داشت. این پیاده‌ d4 سیاه، ضعیف است زیرا دیگر نمی‌توان از آن توسط پیاده‌های دیگر دفاع کرد، اما این پیاده برای سیاه پایگاهی در مرکز ایجاد می‌کند، و هر دو فیل سیاه خطوط بدون مانعی برای گسترش خواهند داشت.
این گشایش قدیمی پس از اینکه توسط پزشک و استاد بزرگ آلمانی دکتر زیگبرت تاراش حمایت و بارها مورد استفاده قرار گرفت به اسم وی نامگذاری شد. تاراش ادعا کرد که افزایش تحرک لذت‌بخش سیاه به خوبی ارزش ضعف ذاتی پیاده مرکزی و ایزوله سیاه را دارد. اگرچه بسیاری از استادان دیگر، پس از آموزه‌های نخستین قهرمان شطرنج جهان ویلهلم اشتاینیتز، دفاع تاراش را به دلیل ضعف پیاده مرکزی بی‌درنگ رد کردند، تاراش همچنان به گشایش خود ادامه داد و در عین حال سایر شاخه‌های گامبی وزیر را رد می‌کرد، تا جایی که در کتاب خودش (Die moderne Schachpartie) در مقابل تمام پاسخ‌های مهره سیاه به گامبی وزیر علامت ؟ قرار داد بجز شاخه تاراش که به آن علامت ! (یعنی حرکت خوب) اعطا کرد.
به طور کلی دفاع تاراش درست در نظر گرفته می شود. حتی اگر سیاه‌ نتواند از فرصت تحرک مهره‌های خود استفاده کند و پایان بازی به دفاع از پیاده جدا شده‌اش گره بخورد، در صورت دفاع دقیق، ممکن است بتواند تساوی را حفظ کند.
در دانشنامه گشایش‌های شطرنج، دفاع تاراش دارای کدهای D32 تا D34 است.